# رازهای تخصصی دکتر آفلگلوک
رازهای تخصصی دکتر آفلگلوک (انگلیسی: The Professional Secrets of Dr. Apfelgluck) یک فیلم کمدی فرانسوی محصول سال ۱۹۹۱ است.